# Sømænd på vulkaner
Sømænd på vulkaner er en amerikansk film fra 1949, instrueret af Stanley Donen og Gene Kelly. Filmen handler om tre sømænd, der er på orlov i New York. På rollelisten finder man bl.a. Gene Kelly, Frank Sinatra, Betty Garrett, Ann Miller og Jules Munshin.

## Eksterne Henvisninger
- Sømænd på vulkaner på Internet Movie Database (engelsk)
- Sømænd på vulkaner på Filmdatabasen
- Sømænd på vulkaner på Scope
- Sømænd på vulkaner i Svensk Filmdatabas (svensk)
- Sømænd på vulkaner på AlloCiné (fransk)
- Sømænd på vulkaner på MovieMeter (nederlandsk)
- Sømænd på vulkaner på AllMovie (engelsk)
- Sømænd på vulkaner hos American Film Institute (engelsk)
- Sømænd på vulkaners profil hos Encyclopædia Britannica Online (engelsk)
- Sømænd på vulkaner på Turner Classic Movies (engelsk)